# Егоров, Анатолий Иванович (актёр)
Анатолий Иванович Егоров (род. 12 октября 1945) — советский, затем российский актёр. Почётный деятель искусств города Москвы (2015).

## Биография
Анатолий Егоров родился 12 октября 1945 года в Ленинграде.
В 1967 году окончил факультет драматического искусства Ленинградского государственного института театра, музыки и кинематографии (педагог — Г. А. Товстоногов).
Работал с режиссёрами; Г. А. Товстоноговым, Р. С. Агамирзяном, А. П. Тутышкиным, А. А. Левинским, В. Н. Плучеком, Ю. Н. Погребничко, А. Г. Товстоноговым, М. Г. Розовским, М. З. Левитиным и В. П. Солюком. Работал в Ленинградском государственном театре имени Ленинского комсомола, Ленинградском академическом Большом драматическом театре имени М. Горького, Театре Сатиры, театре «Эрмитаж», Театре им. К. С. Станиславского, Центральном театре Советской армии, Театре им. М. Н. Ермоловой и театре «Около дома Станиславского».
Снимался в кино. Первую свою роль, приятеля главного героя, сыграл в фильме режиссёра Ильи Авербаха «Личная жизнь Кузяева Валентина». Среди других ролей: Аркашка («Драма из старинной жизни»), Сергей Мамлин («Разные люди»), Березовский («Ларец Марии Медичи»), Василий («Во бору брусника»).
С 2012 года является преподавателем дисциплины «Актёрское мастерство» на Высших курсах кино и телевидения ВГИК в мастерской режиссёров художественного фильма А. А. Прошкина.

## Театральные работы
- «Зримая песня»
- «Вестсайдская история» — Араб
- «Что к чему» — Саша
- «Я, бабушка, Илико и Илларион» Думбадзе Н. — Зурико
- «Алиса в Зазеркалье» Льюис Кэролл — Белый рыцарь
- «Бременские музыканты» — атаман
- «Недоросль» Д. Фонвизин — Цыфиркин
- «Счастливые нищие» К. Гоцци — принц
- «Ной и его сыновья» Ю.Ким — младший сын
- «Новоселье в старом доме» — профессор
- «Не был, не состоял, не участвовал…» Ю.Макаров — журналист
- «Былое и думы» Герцен — бомбист
- «Коварство и любовь» Шиллер — Вурм
- «День рождения» Пинтер — Стэнли
- «Царевна-лягушка» Соколова — Баба-Яга
- «Моя маленькая графиня» А. Островский — главная роль
- «Горе от ума» — Фамусов
- «Скупой» Мольер — Гарпагон
- «Ворон» К.Гоцци — адмирал
- «Конец игры» Сэмюэла Беккета — Хам
- «Игроки» Н. В. Гоголя — Ихарев
- «Про всех падающих» Сэмюэла Беккета — мистер Дэн Руни
- «Нужна драматическая актриса (Лес)» А. Н. Островского — Аркадий Счастливцев и Раиса Павловна Гурмыжская
- «Школа для дураков» (Соколов) — доктор Заузе
- «Три мушкетёра» — Атос
- «Вишнёвый сад» — Полоний
- «Гамлет» — Розенкранц
- «Горе от ума» — Фамусов
- «Игроки» — Ихарев
- «Три сестры» — Ферапонт
- «Чевенгур» — Джордж
- «Портрет мадонны» — м-р Эбрамс
- «Забыть и больше не жить» — Серебряков
- «С любимыми не расставайтесь» — Порфирий Петрович

## Фильмография
- 1967 — Личная жизнь Кузяева Валентина — приятель Кузи
- 1968 — Степень риска — студент
- 1971 — Драма из старинной жизни — Аркашка
- 1971 — Вкус хлеба
- 1973 — Разные люди — Сергей Мамлин
- 1974 — Самый жаркий месяц — эпизод
- 1975 — Ольга Сергеевна — Вадим
- 1975 — Клад — Анвар Тимбиков
- 1978 — Мораль пани Дульской — Збышек
- 1979 — Ты помнишь — лейтенант Корин
- 1979 — Так и будет — Сергей Николаевич Синицын
- 1980 — О бедном гусаре замолвите слово — гусар
- 1980 — Ларец Марии Медичи — Березовский
- 1981 — Пора красных яблок — Чабка-Саид
- 1982 — Кафедра — Андрей Марунин
- 1983 — Месье Ленуар, который… — Виконт
- 1983 — За синими ночами — Чупрынин
- 1985 — Прощание славянки — дядя Лёня
- 1985 — Не имеющий чина — революционер
- 1986 — Михайло Ломоносов — бородатый
- 1986 — Очная ставка — Валентин Сергеевич
- 1988 — Новоселье в старом доме — Манежников
- 1989 — Во бору брусника — Василий
- 1989 — Егоровы
- 1989 — Вакантное место — Командированный
- 1990 — Дети из отеля «Америка»
- 1991 — Папа, умер Дед Мороз
- 1992 — Три дня вне закона
- 1993 — Вопреки всему — охранник складов
- 2000 — Империя под ударом
- 2002 — Следствие ведут ЗнаТоКи. Третейский судья — следователь
- 2004 — Нежное чудовище — Борис Иванович
- 2004 — Любовные авантюры — Риве
- 2005 — Гибель империи
- 2005 — Авантюристка — Кирилл Гарнизов
- 2006 — Ужас, который всегда с тобой — нищий
- 2006 — Очарование зла
- 2008 — Первое испытание
- 2008 — Человек, которого не было
- 2008 — Общая терапия — Валентин Семёнович
- 2009 — Люди Шпака — целитель
- 2010 — Достоевский